# Schempp-Hirth Discus
Schempp-Hirth Discus je jadralno letalo razreda FAI standard. Letalo je zasnoval Klaus Holighaus, proizvajal pa  Schempp-Hirth v letih 1984−1995. Proizvodnja na Češkem še vedno traja. Discus je bil eno izmed najbolj uspešnih jadralnih letal. 
Discus je naslednik Standard Cirrusa. Naslednik Discusa pa je Discus 2.
Možna je tudi namestitev majhnega motorja za vzdrževanje leta.

## Specifikacije (Discus b)
- Posadka: 1 pilot
- Dolžina: 6,58 m (21 ft 7 in)
- Razpon kril: 15,00 m (49 ft 3 in)
- Višina: 1,30 m (4 ft 3 in)
- Površina krila: 10,58 m2 (113,9 ft2)
- Vitkost krila: 21,3
- Prazna teža: 230 kg (510 lb)
- Gros teža: 525 kg (1160 lb)

- Maks. hitrost: 250 km/h (155 mph)
- Jadralno število: 42,5
- Hitrost padanja: 0,59 m/s (116 ft/min)